# 안좌면
안좌면(安佐面)은 대한민국 전라남도 신안군 남부에 위치한 섬으로 된 면으로 면적은 59.97 km2이다.

## 개요
원래 안창도와 기좌도의 2개 섬으로 이루어졌으나 1917년 이후 두 섬 사이 갯벌을 매립하여 현재의 안좌도가 되었다. 지명은 안창도의 '안'과 기좌도의 '좌'를 합하여 안좌도라 칭하였다. 신안군 14개 읍면의 중앙에 위치한 도서면으로 목포로부터 22.9km의 지점(동경 126°08′,북위 34°34′)에 있으며, 유인도 10개, 무인도 53개로 형성되었고 해안선은 91.4km에 이르고 있다.
높은 산이 많고 넓은 평야는 없으나, 간석지를 막아 염전과 해태 양식 등의 어업소득으로 주민소득은 높은 편이며, 안좌도와 팔금도는 연도교(신안제1교)로 연결되어 같은 생활권이 된 지 이미 오래인데 색다른 정취를 맛볼 수 있는 가볼 만한 곳이다.

### 연혁
- 조선 시대 : 나주목 관할
- 1896년 : 지도군 기좌면, 안창면
- 1903년 : 진도군 기좌면, 안창면
- 1914년 : 무안군 기좌면, 안창면
- 1917년 : 무안군 안좌면
- 1969년 : 신안군 안좌면

## 행정 구역
| 법정리 | 한자명 | 행정리           | 비고 |
| ------ | ------ | ---------------- | ---- |
| 구대리 | 舊垈里 | 구대리, 우목리   |      |
| 금산리 | 琴山里 | 금산리           |      |
| 남강리 | 南江里 | 남강리           |      |
| 내호리 | 內湖里 | 내호리           |      |
| 대리   | 大里   | 대리             |      |
| 대우리 | 大芋里 | 대우리           |      |
| 대척리 | 大尺里 | 대척리           |      |
| 마명리 | 馬鳴里 | 마명리           |      |
| 마진리 | 馬津里 | 마진리           |      |
| 박지리 | 朴只里 | 박지리           |      |
| 반월리 | 半月里 | 반월리           |      |
| 방월리 | 方月里 | 방월리           |      |
| 복호리 | 伏虎里 | 복호리           |      |
| 산두리 | 山斗里 | 산두리           |      |
| 소곡리 | 所谷里 | 소곡리, 두리     |      |
| 시서리 | 枾西里 | 시서리, 오동리   |      |
| 신촌리 | 新川里 | 신촌리           |      |
| 여흘리 | 如屹里 | 여흘리           |      |
| 읍동리 | 邑洞里 | 읍동리, 와우리   |      |
| 자라리 | 者羅里 | 자라1리, 자라2리 |      |
| 존포리 | 存浦里 | 존포리           |      |
| 창마리 | 唱馬里 | 창마리           |      |
| 탄동리 | 炭洞里 | 탄동리           |      |
| 한운리 | 閑雲里 | 한운리, 사치리   |      |
| 향목리 | 香木里 | 향목리           |      |

## 교육 기관[2]
- 안좌초등학교 : 안좌면 김환기길 6
  - 안좌국민학교 안좌서분교 : 안좌면 김환기길 442
  - 안좌초등학교 내호분교 : 안좌면 내호길 171-20
  - 안좌초등학교 반월분교 : 안좌면 반월리 273
  - 안좌초등학교 사치분교 : 안좌면 사치도길 76
  - 안좌초등학교 우목분교 : 안좌면 안좌남부길 658-14
  - 안좌초등학교 자라분교 : 안좌면 자라도길 37
- 안좌남국민학교 : 안좌면 소곡두리길 170
  - 안좌남국민학교 박지분교 : 안좌면 박지도길 183
- 안창초등학교 : 안좌면 대리길 18-24
  - 안창국민학교 요력도분실 : 안좌면 산두리 요력도
  - 안창국민학교 부소분교 : 안좌면 존포길 216-22
- 안좌중학교 : 안좌면 중부로 743
- 안좌고등학교 : 안좌면 중부로 790-7

## 문화재
- 신안안좌방월리지석묘군 (전라남도 문화재자료 제117호)

## 특산물
- 마늘
- 김
- 감태
- 대하